# Ernest Cabo
Pour les articles homonymes, voir Cabo.
Ernest Cabo, né le 15 décembre 1932 à Sainte-Rose en Guadeloupe et mort le 28 novembre 2019 à Basse-Terre,, est un évêque catholique français, évêque de Basse-Terre de 1984 à 2008. Durant son ministère, il joue un rôle particulièrement important pour mettre en pratique les évolutions de l'Église à la suite du concile Vatican II, notamment en introduisant l'usage du créole guadeloupéen dans les cérémonies religieuses dans l'archipel.

## Biographie

### Formation
Issu d'une famille originaire de Sainte-Rose, Ernest Mesmin Lucien Cabo – aîné des garçons d'une fratrie de sept enfants – entre au petit séminaire créé par le prêtre Magloire au lieu-dit Blanchet à Gourbeyre. Il suit l'ensemble de sa formation en vue de la prêtrise en métropole, au Grand séminaire de La Croix-Valmer dans le Var, puis au Grand séminaire Saint-Cyprien de Toulouse.
Il a été ordonné prêtre le 4 octobre 1964 pour le diocèse de Basse-Terre en Guadeloupe.

### Principaux ministères
Ernest Cabo a tout d'abord été vicaire à Capesterre-Belle-Eau, tout en étant aumônier de divers mouvements dont le Mouvement rural de la jeunesse chrétienne (MRJC), le mouvement de la Jeunesse ouvrière chrétienne (JOC) et le mouvement chrétien des PTT. Il est également chargé du foyer des séminaristes de 1968 à 1983. En 1972, il est nommé curé de l'église du Sacré-Cœur à Pointe-à-Pitre.
Nommé évêque auxiliaire de Basse-Terre le 2 juillet 1983 par le pape Jean-Paul II, il est consacré le 6 novembre suivant par Paul Fouad Tabet avec comme co-consécrateurs Gordon Anthony Pantin (de) et Siméon Oualli. Il devient évêque de Basse-Terre le 2 juillet 1984 succédant à Siméon Oualli. Durant cette période, il applique à la Guadeloupe les princeps de la théologie de la libération décidés à la suite de Vatican II, en particulier ceux de l'inculturation de l'Évangile avec la création des « Ti Kominoté Légliz » (TLK), qui sont des églises de proximité et de partage. Il convoque en avril 1991 un synode diocésain pour « interroger les Guadeloupéens sur le sens qu'ils veulent donner à leur église à la veille du XXIe siècle » en articulant durant quatre ans les travaux autour de quatre chapitres – Chrétien en famille, dans la société, rapport à l'Église et formation permanente – aboutissant, le 28 novembre 1995, à la présentation publique des conclusions devant 15 000 personnes dont l'une des plus emblématiques sera la place nouvelle donnée au créole guadeloupéen – notamment aux chants religieux en créole – dans les églises de l'archipel.

### Retraite et mort
Ernest Cabo se retire le 15 mai 2008, atteint par la limite d'âge. Il va alors vivre dans sa famille à Sainte-Rose avant d'entrer en 2016 à l'EHPAD du diocèse, à Basse-Terre, où il meurt le 28 novembre 2019. Le pape François réagit à ce décès en adressant à ses fidèles « une particulière bénédiction apostolique et prie le Dieu Miséricorde d'accueillir dans sa demeure le pasteur décédé. »
La dépouille d'Ernest Cabo est exposée au public pour une veillée funèbre dans la salle du synode de l'évêché le 4 décembre 2019,. Ses obsèques ont lieu le lendemain en la cathédrale Notre-Dame-de-Guadeloupe, célébrées par Jean-Yves Riocreux – et concélébrées par cinq évêques des Caraïbes : le cardinal Kelvin Felix (cardinal en Dominique), David Macaire (archevêque de la Martinique), Emmanuel Lafont (évêque en Guyane), Gabriel Malzaire (évêque de Roseau en Dominique) et Michel Méranville (archevêque émérite en Martinique) – en présence d'une cinquantaine de prêtes diocésains, du cardinal Fernando Filoni et du président des Œuvres pontificales missionnaires Protase Rugambwa, avant son inhumation dans le caveau des évêques de la Guadeloupe dans la cathédrale,.